# Hôtel de Dreneuc

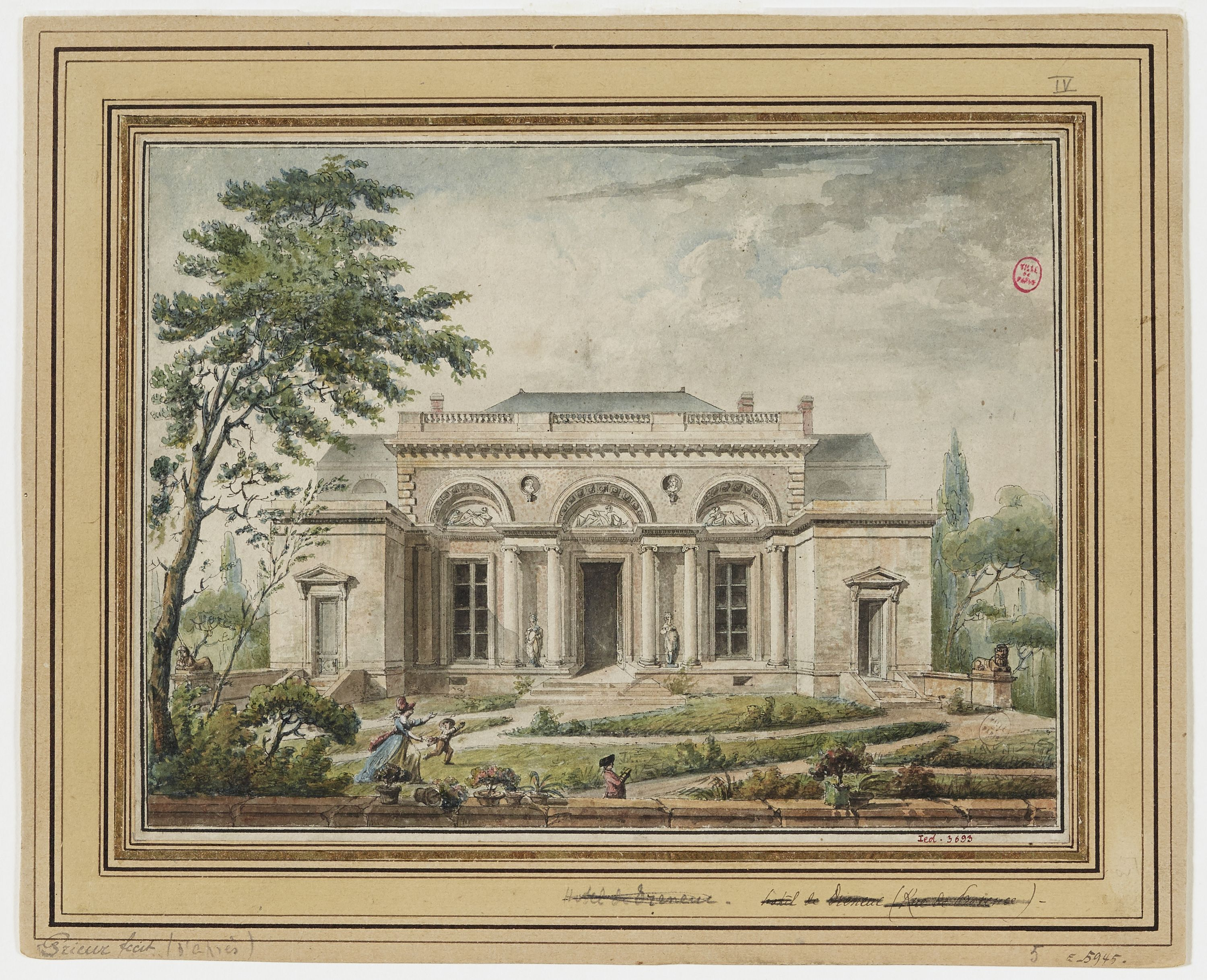

L’hôtel de Dreneuc, dit également le Dreneuc, était un hôtel particulier situé rue de Provence à Paris qui fut transformé en prison sous la Terreur.

## Historique
L'hôtel de Dreneuc avait été construit par l'architecte Pierre Rousseau pour le marquis Maurice Marie Le Long du Dreneuc, qui épousa Mlle Boucher d'Orsay, émigra vers 1791 et mourut à Minorque en 1800.
L'hôtel particulier de la rue de Provence, réquisitionné sous la Terreur, semble avoir surtout accueilli des otages étrangers dans la période thermidorienne, comme le comte de Rofiniaco, alias M. de Rofignac ; le comte allemand de Linange et sa famille ; Frédéric von Hatzfeldt-Wildenburg, frère cadet du prince héritier de la principauté de Wildenburg, avec sa femme et sa fille.
L’hôtel pouvait contenir jusqu’à cinquante personnes. Le 22 nivôse an III (11 janvier 1795), lui fut annexé la maison voisine, l'hôtel Randon de La Tour, devenu bien national par l’exécution de son propriétaire.